# Graham Arnold
Graham Arnold (n. 3 august 1963, Sydney, Noul Wales de Sud, Australia) este un fost fotbalist australian.
În cariera sa, Arnold a evoluat la Sydney Croatia, Roda JC, RFC Liège și NAC Breda. Între 1985 și 1997, Arnold a jucat 54 de meciuri și a marcat 19 goluri pentru echipa națională a Australiei.

## Statistici
| Australia | Australia | Australia |
| An        | Meciuri   | Goluri    |
| --------- | --------- | --------- |
| 1985      | 2         | 1         |
| 1986      | 6         | 4         |
| 1987      | 6         | 3         |
| 1988      | 16        | 4         |
| 1989      | 4         | 2         |
| 1990      | 0         | 0         |
| 1991      | 2         | 0         |
| 1992      | 0         | 0         |
| 1993      | 6         | 1         |
| 1994      | 0         | 0         |
| 1995      | 2         | 1         |
| 1996      | 3         | 0         |
| 1997      | 7         | 3         |
| Total     | 54        | 19        |